# Mario Tronti
Mario Tronti, född 24 juli 1931 i Rom, död 7 augusti 2023 i Ferentillo i Umbrien, var en italiensk filosof och politiker. Han betraktas som en av grundarna inom teoribildningen operaismo (arbetar-ism) och autonom marxism.
Tronti satt i italienska senaten 1992–1994 och 2013–2018.
Han var medlem av italienska kommunistpartiet PCI under 1950-talet. Under 1960-talet började han göra undersökningar av den italienska arbetarklassens sammansättning och klasskamp. Detta arbete betraktas av många som en grund för framväxten av den italienska autonoma marxismen, som karakteriseras av att den utmanar betydelsen av traditionella arbetarrörelseorganisationer och istället ser till hur arbetarklassen är sammansatt och hur klasskampen på arbetsplatser ser ut. Han menade att arbetarklassen inte var ett inaktivt subjekt, helt i händerna på kapitalet, utan hävdade tvärtom att det var arbetarklassens kamper som fick kapitalet att hela tiden reagera och omorganisera sig.  Tronti var även en del av introducerandet av begreppet den ”sociala fabriken”, vilket han menade var ett system att reducera livet till arbete: hela samhället blir en fabrik. Från att ha övergett partipolitiken och PCI under 1960-talet, återkom han senare till såväl tanken om partiet som sitt eget medlemskap och engagemang.
1966 publicerades i Italien hans Operai e capitale (Arbetare och kapitalet) en bok som skulle få stort inflytande i 1960-talets proteströrelser och arbetarkamp. Boken kom i engelsk översättning av Verso Books år 2019. Lenin i England är ett annat viktigt verk.